# キャノピーパイロッティング
キャノピーパイロッティング (Canopy Piloting) は、スカイダイビングの競技のひとつ。スウーピング (Swooping) とも呼ばれる。
上空約4000-5000フィート(約1200-1500m) でハイパフォーマンス・キャノピーと呼ばれる 6〜10 ㎡ ほどの小型・高速の高性能パラシュートを展開、高度1000フィート(約300m) 前後からパラシュートをダイビングターンさせて加速、地上スレスレで水平飛行に移行し、設置されたコースに進入して競技を行う。
競技コースのレイアウトは通常、スウープポンド (Swoop Pond) と呼ばれる沼の中央付近にエントリーゲートが置かれ、沼の外の地面に向ってコースの出口が設けられるという形をとる。
標準的なスウープポンドのおおよそのサイズは、長さ250feet (約75m) ほど × 幅75feet (約22.5m) 以上推奨 × 深さ3feet (約0.9m) である。これはエントリーゲート付近のパラシュートの前進スピードが時速70～90マイル (約112～145km/h) にも達するため、進入をミスして地面に激突するよりも水に突っ込んだほうがはるかにパイロットのダメージが少ないという、安全上の理由からである。

## 競技
キャノピーパイロッティングの主な競技には、スピード ・ ディスタンス ・ ゾーンアキュラシー の3種類がある。国際航空連盟 (FAI) 主催の世界選手権およびワールドカップはこの3競技で競われる。

### スピード (Speed) 競技
エントリーゲートからエグジットゲートまでの通過時間の短さを競う。スウープポンド上にエントリーゲートが設けられ、それを構成する2本のポールの高さは1.5m、ポール間の間隔は10mである。このゲートがつくるバーチャル長方形の面を体の一部が通過しないと無得点となる。コースは幅10m・長さ70mで、30度にカーブした曲線ルートである。
現在の世界記録は、
記録：2.034秒
パイロット：Nick Batsch (USA)
キャノピー：NZ Aerosports Sofia
年・場所：2014 Florida USA

### ディスタンス (Distance) 競技
エントリーゲートから着陸地点までの距離の長さを競う。スウープポンド上のエントリーゲート(G1)の2本のポールの高さは1.5m、ポール間の間隔は10m。このG1ポール間を結ぶ仮想上のラインを、パイロットの体の一部が水面とコンタクトを保った状態（通常は、つま先で水切り飛行している形となる）で通過しないと無得点となる。さらにエントリーゲート G1 からコースルート上に距離にして50mの地点まで、同じ高さ1.5mのポールで構成されるゲート群 G2～G5 が設けられ、それぞれのゲートがつくるバーチャル長方形の面をパイロットの体の一部が通過しないと、これまた無得点となる。コースは幅10mの直線。
このディスタンス競技のルールは2012年に改正されたものである。以前はスピード競技同様、エントリーゲートのみ体の一部が通過すればOKであった。しかし、エントリーゲート通過後にパラシュートを地面から浮かせて放物線を描くようなフライトで距離をかせぐテクニックが次第に用いられるようになると、着陸時にパイロットに加わる衝撃がかなりハードになるという問題点が生じた。
2012年のルール改正はこの問題に対応し、G1でパイロットを水面とコンタクトさせることによってパラシュートのスピードを減速させ、G5までの50mは物理的にパラシュートを浮かすコントロールを出来なくさせることによって、パイロットがハードランディングするリスクの軽減を狙ったものである。
現在の世界記録は、
記録：169.19m (555.08 feet)
パイロット：Nick Batsch (USA)
キャノピー：NZ Aerosports Daedalus JPX Petra
年・場所：2014 Florida USA
2012年のルール改正前の世界記録は
記録：222.45m (729.82 feet)
パイロット：Nick Batsch (USA)
キャノピー：NZ Aerosports Daedalus JPX Petra
年・場所：2011 Colorado USA

### ゾーンアキュラシー (Zone Accuracy) 競技
着地点の正確さを競う。スウープポンド上のエントリーゲート(G1)の2本のポールの高さは1.5m、ポール間の間隔は10m。このゲートがつくるバーチャル長方形の面を体の一部が通過しないと無得点となる。コースは幅10mの直線。
エントリーゲート G1 から12m間隔でスウープポンド上にさらに3つの水上ゲート G2～G4 が置かれ、そのコース内を水面ギリギリに足で水切りしながら通過すると、水切りをしながら横切った水上ゲートの数に応じたボーナス点が加算される。陸地には長さ28m × 幅10m を8分割した得点ゾーンが設けられ、ゾーン5 を最高点とし得点が割り振られる。得点ゾーン以外に着地したら無得点となる。

## その他のキャノピーパイロッティング競技
2000年代に、キャノピーパイロッティング競技を主導したプロ スウーピング ツアー(Pro Swooping Tour / PST) によって、主要3種目以外にも多くの競技が行われた。
フリースタイル (Freestyle)　
エントリーゲート無しの自由演技。いかに難しく美しく水切り滑空をしながら着地するかを競う。採点は、アプローチ15％（大きな角度のダイビングターンほど高得点）、水面とコンタクトしている時間15％（長く水面を水切り滑空しているほど高得点）、技の実施50％（高難度の技がうまくいくほど高得点）、着地20％（スタンドアップでピタリと止まるほど高得点）となる。現時点で単独の技で最高難度なのはダブルミラクルマン（水切り滑空しながらパイロットだけ横に2回転ひねってパラシュートのラインのつけ根付近を2回ツイストさせ、そのままランディングする）である。
フリースタイル アキュラシー (Freestyle Accuracy)
エントリーゲートが有る場合と無い場合がある。Swoop Pond に進入してフリースタイルの技を行い、着地はゾーンアキュラシーの得点ゾーンを狙うというもの。中程度以下の難易度のフリースタイルの技が指定され、パイロットは皆それを行わなければならないルールで実施されることが多い。採点はフリースタイル点60％、ゾーンアキュラシー点40％。
カービング アキュラシー (Carving Accuracy)
エントリーゲートを足で水切りしながら通過後、左右いずれかの方向にターンする。左右に5つずつ角度を変えて設置されたエグジットゲートのうち、進入してきた方向に対してできるだけ急角度の出口を通過すると高得点となる。
ロングジャンプ ディスタンス (Long Jump Distance)
エントリーゲートの前でいちど着水して水を切り、そのあとパラシュートを浮かせて高さ1.5mのエントリーゲートがつくる面の上を飛び越える。しかる後のエントリーゲートから着陸地点までの距離を競う。通常のディスタンス競技のようにエントリーゲート内を体の一部が通過すると無得点となる。着水後すぐに浮かすというトリッキーな操作のためコースへの進入速度が落ちてしまい、あまり長い距離の記録が出ないので観客にとっては見やすい。
アルティミット スピード (Ultimate Speed)
長さ200feet (約60m) の直線コースで行う。エントリーゲートからエグジットゲートまで、片足もしくは両足で水切り滑空して水面とコンタクトを保ち続けた状態で飛行し、通過タイムの短さを競う。
チームスピード (Team Speed)
スピード競技のコースが横並びに2列になったレイアウトで行う。パイロット2人でそれぞれのコースに進入し、どちらか先にエントリーゲートを通過した瞬間から、どちらか後にエグジットゲートを出た瞬間までの時間の短さを競う。2人が出来るだけ横に並んでエントリー/エグジットした方が有利となる。
ブレードランニング (Blade Running)
山の斜面に設置された、スキーのスーパー大回転のような曲がりくねったコースを飛んでタイムを競う。コース上空からスカイダイビング降下してパラシュートを開きコースに進入する場合と、パラグライダーのように山の斜面からテイクオフしてコースに進入する場合がある。山の斜面からテイクオフする際は、走ってテイクオフするのとスキーを使用してテイクオフするパターンに分かれる。斜面が続く限り、他の競技より長時間のキャノピーパイロッティングが可能。アメリカでウインドブレード（日本ではスイング・バナー）と呼ばれる刀型ののぼりを使ってコースセッティングがされるので、この名前がある。